# 신비아파트
《신비아파트》(영어: The Haunted House)는 대한민국과 일본에서 제작된 공포 미디어 프랜차이즈 및 애니메이션 시리즈로, 귀신을 퇴치하는 어린이들의 모험을 그린 작품이다. 2014년 《신비아파트 444호》 파일럿이 공개된 뒤, 이후 2016년 투니버스에서 시즌 1 《신비아파트: 고스트볼의 비밀》을 시작으로 정식 시즌이 첫 방송되었으며, 이후 여러 시즌이 방영되었다. 신비아파트 시리즈는 시즌 6가 있는 한, 종영 하지 않는다.
이야기는 주로 파일럿 《신비아파트 444호》 시점 이후로부터 가공의 아파트 신비아파트에 이사 온 가공의 남매 구하리와 구두리가 신비아파트 안에서 만난 도깨비 신비와 힘을 합쳐 괴이한 사건들을 해결하는 방식으로 진행된다. 각 에피소드마다 새로운 귀신이 등장하며, 그들의 사연과 원한을 풀어주거나 퇴치하는 과정을 담고 있다. 그 외에도 상호 연속성이 있는 이야기와 액션 장면도 포함되어 있다.
《신비아파트》는 미디어 프랜차이즈이며 관련 완구, 게임, 웹툰 등 다양한 미디어 믹스가 이루어지고 있다.

## 역사

### 구상과 파일럿, 그리고 시즌 1
시리즈 《신비아파트》의 역사는 2014년 12월 31일 투니버스에서 방영된 4부작 텔레비전 파일럿 애니메이션《신비아파트 444호》에서 시작되었다. CJ ENM 산하 애니메이션 스튜디오인 바주카 스튜디오 석종서 국장에 따르면, 기획 단계부터 애니메이션으로 구상하였고, 이 때문에 우여곡절이 많았다고 한다. 또한, 당시의 석종서 국장은 당대의 인기 장르였던 로봇물, 배틀물보다는 차별점을 위해 '호러물'을 장르로 채택하였다. 이는 석종서가 대한민국 애니메이션에 대해서 제한적인 장르를 가진다고 여겼기 때문이었다. 석종서는 '귀신 들린 아파트'라는 콘셉트를 바탕으로 한국의 귀신에 대한 조사를 하였으며 서울에 위치한 모 아파트를 방문하기도 하였다. 파일럿 《신비아파트 444호》는 방영 이후 긍정적인 반응을 얻으면서 2016년부터 정규 시리즈로 제작되었으며, 본격적인 스토리라인과 다양한 캐릭터들이 추가되었다.
정규 시리즈의 첫 번째 시즌 《신비아파트: 고스트볼의 비밀》은 2016년 7월 20일 방영되었다. 해당 작품은 4~13세 어린이들 사이에서 평균 시청률 5.5%를 기록하며 2016년 방영된 투니버스의 프로그램 중 가장 높은 시청률을 기록하였다. 또한 관련 완구를 개발, 출시한 오로라월드는 2017년 11월 기준 65억원의 매출을 달성하였다. 시즌 1의 성공을 바탕으로 2017년에 후속작 《신비아파트: 고스트볼X의 탄생》이 방영되었다.

### 2017년 ~ 2018년
2017년 11월 9일에 첫 방영된 시즌 2《신비아파트: 고스트볼X의 탄생》의 최고 시청률은 전작의 2배가 넘는 10.82%로 투니버스 개국 역사상 가장 높은 시청률을 기록하였고, 첫 방송부터 종영까지 13주 연속 지상파 포함 프로그램 순위 1위를 달성하였다.
2018년에는 《신비아파트》의 첫 번째 애니메이션 영화인 《신비아파트: 금빛 도깨비와 비밀의 동굴》이 상영된 바 있다.

## 애니메이션
| 2014 | 《신비아파트 444호》                           |
| 2015 |                                                |
| 2016 | 《신비아파트: 고스트볼의 비밀》                |
| 2017 | 《신비아파트: 고스트볼X의 탄생》               |
| 2018 | 《신비아파트: 금빛 도깨비와 비밀의 동굴》      |
| 2019 | 《신비아파트 극장판 하늘도깨비 대 요르문간드》 |
| 2020 | 《신비아파트 고스트볼 더블X》                  |
| 2021 | 《신비아파트 고스트볼Z》                       |
| 2022 | 《신비아파트 극장판 차원도깨비와 7개의 세계》  |
| 2023 | 《신비아파트 고스트볼 ZERO》                   |

### 파일럿
《신비아파트 444호》는 《신비아파트》가 시즌제 텔레비전 애니메이션으로 방송되기 이전 시범적으로 2014년에 공개된 파일럿 애니메이션이다. 총 4화로 구성되어 있으며, 정규 시즌 이전의 스토리를 다루고 있다.

### 텔레비전 애니메이션
1기
《신비아파트: 고스트볼의 비밀》은 《신비아파트》의 첫 번째 정규 시즌이다.
2기
3기
4기
5기
6기

### 극장판
1기
2기
3기
총집편
4기
《신비아파트 10주년 극장판》은 2025년 12월에 상영될 예정인 애니메이션 영화로 시즌 5의 총집편인 《신비아파트 특별판: 붉은 눈의 사신》을 제외하면 《신비아파트》의 네 번째 극장용 특별편이다.

### 단편 애니메이션

#### 《하리의 특별한 하루》
《신비아파트: 하리의 특별한 하루》는 애니메이션 시리즈 《신비아파트》를 원작으로 하여 만들어진 인터랙티브 무비로 특정 장면마다 선택지가 존재한다.

#### 《부기의 발명품을 찾아라!》
《신비아파트: 부기의 발명품을 찾아라!》는 유치가 시도되었으나 무산된 부산 엑스포의 마스코트와 콜라보로 만들어진 단편 애니메이션이다.

## 뮤지컬
- 어린이 뮤지컬 신비아파트: 인형뽑기 기계의 비밀
- 어린이 뮤지컬 신비아파트: 고스트볼X의 탄생
- 뮤지컬 시즌3 신비아파트: 뱀파이어왕의 비밀
- 뮤지컬 시즌4 신비아파트: 비명동산의 초대장
- 뮤지컬 시즌5 신비아파트: 감염된 도시의 비밀
- 뮤지컬 시즌6 신비아파트: 붉은 눈의 저주

## 게임
- 신비아파트 고스트헌터는 2018년 10월 28일에 출시된 증강 현실과 미니 게임을 기반으로 하는 비디오 게임이다.
- 고스트 시그널 - 기억,하리 그 후는 2019년 12월 12일에 출시된 비주얼 노벨이다.
- 신비아파트 소울파이터즈: 2020년 4월 7일에 출시된 게임.
- 궁수 강림 : 6개의 예언: 2020년 5월에 출시된 게임.
- 신바타 : 신비아파트 스타일 캐릭터 만들기: 2020년 6월 3일에 출시된 옷 입히기형 게임이다.
- 고스트워 : 캐주얼 배틀 아레나: 2020년 7월 29일에 출시된 게임.
- 신비아파트 공식 앱은 신비아파트 공식이 운영하는 소셜 미디어 어플리케이션이다. 《신비아파트》에 등장하는 캐릭터를 대변하는 계정이 '캐릭터 자신'으로서 게시물을 업로드하며, 일반 회원 역시 역시 게시물을 올릴 수 있었다.
- 신비소환: 2021년 11월 30일에 출시 예정이었지만 알 수 없는 이유로 삭제되었다.
- 위기의 신비아파트: 2023년 2월 25일에 제페토에서 출시되었다.
- 타임제로: 2023년 3월 22일에 출시된 게임.
- 신비아파트 고스트볼 ZERO - 미스터리 헌터스: 게임회사 넥슨과 협업을 해, 2023년 3월 24일에 출시된 게임.
- 헬로신비: XO소프트(XO플레이)가 2023년 6월에 출시한 게임.
- 신비아파트 하늘마루 구하기: 매치 3: 2024년 6월 27일에 출시된 모바일 게임. 본편 속 등장인물 중 하나인 '주비'가 살고 있던 가공의 국가 '하늘마루'를 배경으로 하며, 매치 3 시스템이 사용된다.

## 드라마
- 기억, 하리

2018년 8월 2일부터 9월 7일까지 투니버스에서 방송된 대한민국의 웹드라마.
- 기억, 하리 2

2019년 2월 15일부터 4월 5일까지 투니버스에서 방송된 대한민국의 웹드라마.
- 연애공식 구하리

2020년 1월 17일 오후 5시에 투니버스 유튜브 채널에서 국내최초 공개된 웹드라마.

## 그 외
- 《고스트무서war》는 신비아파트 공식 유튜브 채널에서 처음 방송된 웹 애니메이션 시리즈로 신비아파트에서 등장하는 귀신들이 나와 무서운 얘기를 들려주는 작품이다. 현재는 고스트무서war:13령의 썰도둑들이란 이름으로 고스트무서war2를 하고있다.
- 《기억, 하리 오싹한 썸데이》는 《기억, 하리》 스핀오프를 바탕으로 제작된 만화책 시리즈이다.
- 《세상에 나쁜 악귀는 없다》 혹은 약칭 《세나귀》는 신비아파트 공식 유튜브 채널에서 2021년 어린이날에 특별편으로 송출된 영상툰이다. 2021년 8월 28일에 정식으로 공개되었다. 귀신퇴치 전문가인 '구하리'가 악귀들은 어떤 사연으로 죽었는지 알아보는 내용이다.
- 《신비와 금비의 도깨비 전래동화 깹》은 CJ ENM 제작 리틀투니 공식 유튜브 채널에서 처음 방송된 텔레비전 애니메이션이다. 이후, 투니버스, KBS 1TV에서 방송. 신비와 금비가 전래동화 이야기를 하는 애니메이션으로 각 에피소드의 특정 시점마다 시청자에게 특정 시점 다음에 어떤 내용이 전개될지 고르도록 유도하는 세그먼트가 존재한다.
- 《신비아파툰》은 신비아파트와 응차TV의 콜라보레이션으로 만들어진 애니메이션으로 《신비아파트》의 스토리를 1분내로 간단하게 요약한 것이다.
- 《신비 금비와 수상한 비밀 채팅방》은 신비아파트와 한국양성평등교육진흥원과의 콜라보레이션으로 만들어진 작품으로 투니버스에서 2022년 12월 28일 오전에 방송되었댜. 그 이후로 신비아파트 공식 유튜브채널에서 공개되었다. 아동, 청소년, 가정 보호권리으로 주제로 한다.
- 《신비와 금비의 라떼의 말이야》는 투니버스에서 2022년 12월 31일에 오전에 방송되었다. 역사를 소재로 한다.
- 《신비한 문경여행 사라진 거미열차를 찾아라》 신비아파트와 문경시청가 콜라보레이션 한 것이며, 투니버스에서 2024년 2월 27일 오전에 방송. 그 이후로 신비아파트 공식 유튜브 채널에서 처음 방송하였다. 문경여행으로 주제로 해줬다.
- 《신비한 경주여행 오싹오싹 루미나 귀신》 신비아파트와 경상북도문화관광공사, 경주엑스포대공원가 콜라보레이션 한 것이며, 투니버스에서 2024년 7월 24일 오전에 방송. 그 이후로 신비아파트 공식 유튜브 채널에서 처음 방송하였다. 경주루미나으로 주제로 해줬다.
- 《사라의 두근두근 핸드폰》은 신비아파트 공식 유튜브 채널에서 공개된 웹 애니메이션 시리즈로 신비아파트에서 등장하는 사라, 리온(카인)에 휴대폰 문자에 나오는 두근두근하게 들려주는 작품이다
- 《신비아파트 2단지》은 신비아파트 공식 유튜브 채널에서 공개된 웹 애니메이션 시리즈로 신비아파트에서 등장하는
- 《신비와 미미의 두근두근 첫 만남!》신비아파트와 미미월드가 콜라보레이션 한 것이며, 투니버스에서 2024년 9월 27일 오후에 방송. 그 이후로 신비아파트 공식 유튜브 채널에서 처음 방송하였다. 미미공주으로 주제로 해줬다.
- 《신비와 미미의 두번째 이야기: 크리스마스를 끝내줘!》신비아파트와 미미월드가 콜라보레이션 한 것이며, 투니버스에서 2024년 12월 25일 오전에 방송. 그 이후로 신비아파트 공식 유튜브 채널에서 처음 방송하였다. 미미공주와 크리스마스으로 주제로 해줬다.
- 《신비아파트 스폐셜: 오싹오싹 킥보드를 조심해》 신비아파트와 행정안전부, 교육부, 학교안전공제중앙회가 공동으로 콜라보레이션 한 것이며, 신비아파트 공식 유튜브 채널에서 처음 방송하였다. 투니버스에서 2025년 1 ~ 2월에 방송예정. 킥보드 사고예방으로 주제로 해줬다.
- 《여기는 별빛초》은 신비아파트 공식 유튜브 채널에서 공개된 웹 애니메이션 시리즈로 신비아파트에서 등장하는

## OST
- 신비송: 신비아파트와 여자친구 신비가 콜라보레이션 한 것으로 신비아파트 신비와 여자친구 신비가 나오는 노래이다.
- 두억송: 신비아파트 유튜브에서 공개한 노래로, 신비아파트 두억시니가 나와 노래를 부른다. 응차tv와 콜라보레이션한 버전도 있다.
- 싫어 싫어 송: 유튜브 응차TV에서 나온 노래로 지금까지 나왔던 귀신들이 나와 노래를 부른다.

## 주해
1. ↑  시즌 1의 정규 방송 시작 연도로부터 세면 2016년부터다.
2. ↑  2014년 방영된 《신비아파트 444호》는 정식 제작여부를 결정하기 위한 파일럿 프로그램이다. 이후, 반응이 좋아 정규방송이 확정되었고, 2016년 7월 20일 수요일 저녁 8시 투니버스에서 《신비아파트: 고스트볼의 비밀》이라는 제목으로 첫 방송되었다.